# Crisilla aartseni
Crisilla aartseni is een slakkensoort uit de familie van de Rissoidae. De wetenschappelijke naam van de soort werd in 1984, als Cingula aartseni, voor het eerst geldig gepubliceerd door Verduin. De soort is vernoemd naar de Nederlandse malacoloog Jacobus Johannes van Aartsen.